# Montezuma Creek
Montezuma Creek is een plaats (census-designated place) in de Amerikaanse staat Utah, en valt bestuurlijk gezien onder San Juan County.

## Demografie
Bij de volkstelling in 2000 werd het aantal inwoners vastgesteld op 507.

## Geografie
Volgens het United States Census Bureau beslaat de plaats een oppervlakte van
32,5 km², waarvan 31,4 km² land en 1,1 km² water.

## Plaatsen in de nabije omgeving
De onderstaande figuur toont nabijgelegen plaatsen in een straal van 36 km rond Montezuma Creek.